# Agaricus pilatianus
Agaricus pilatianus es una rara especie de hongo venenoso encontrado en Europa. Es de color blanco a color crema que se decolora cuando se corta, magullada o dañada. La tapa puede alcanzar tamaños de hasta 12 centímetros (4,7 pulgadas) y puede crecer hasta 80 centímetros (31 pulgadas) de altura.